# Будеркин, Пётр Васильевич
Пётр Васильевич Будеркин (7 апреля 1924 года, Крюково, Пензенская губерния — 22 ноября 2004 года) — директор Омского шинного завода Министерства нефтеперерабатывающей и нефтехимической промышленности СССР. Герой Социалистического Труда.

## Биография
Родился 7 апреля 1924 года в селе Крюково (ныне — Белинского района Пензенской области) в крестьянской семье. Семья была многодетная, Пётр был двенадцатым, самым младшим ребёнком. С детства, так же, как братья и сестры, работал в поле на сенокосе, заправщиком и прицепщиком в тракторной бригаде. Перед самой войной был в подмастерьях у старшего брата, заведовавшего совхозной мельницей-крупорушкой.
В 1942 году был призван в Красную Армию и направлен в танковое училище. По окончании училища в 1943 году направлен в 4-ю танковую армию. Воевал на Западном, Брянском и 1-м Украинском фронтах. Освобождал Украину, прошел с боями от Киеву до Львова. Был трижды ранен, горел в танке. После четвёртого ранения был комиссован. День Победы встретил в тылу.
После войны жил в Омске. Три года работал в системе юстиции, назначенным народным заседателем и заместителем народного судьи Октябрьского района. Окончил Всесоюзный заочный институт текстильной и легкой промышленности.
В 1951 году поступил на Омский шинный завод заместителем начальника жилищно-коммунального отдела. Затем работал начальником отдела и помощником директора по быту, заместителем директора шинного завода. 4 года был директором сажевого завода.
В 1964 году П. В. Будеркин назначен директором Омского шинного завода. начал реконструкцию завода по всем направлениям, причем без остановки производства. По его инициативе были проведены большие работы по реконструкции цеха радиальных шин. Цех вступил в строй в 1967 году, быстро вышел на проектную мощность. Но когда провели реконструкцию, производство шин на тех же площадях удвоилось. Одновременно удалось освоить выпуск радиальных шин различных модификаций для автомобилей Камского автозавода, для автобусов «Икарус», троллейбусов «Шкода».
Много и плодотворно работал для всестороннего развития завода и превращения его в передовое предприятие отрасли. В годы его руководства был создан сплоченный трудовой коллектив численностью более 12000 человек. Особое внимание уделялось вопросам реконструкции, технического перевооружения производства, укреплению энергетического хозяйства, улучшению условий труда.
Указом Президиума Верховного Совета СССР от 29 апреля 1976 года за большой вклад развитие и совершенствование производства, досрочное выполнение заданий девятой пятилетки и социалистических обязательств, Будеркину Пётру Васильевичу присвоено звание Героя Социалистического Труда с вручением ордена Ленина и золотой медали «Серп и Молот».
С 1979 по 1994 годы работал в должности генерального директора производственного объединения, а затем ОАО «Омскшина». За несколько десятков лет предприятие стала флагманом нефтехимической промышленности страны, предприятием с высокой культурой производства. Всего при Будеркине на «Омскшине» было освоено более 400 наименований шин и ставка стала делаться на выпуск шин для большегрузной техники.
Избирался депутатом Верховного Совета СССР, членом Омского обкома партии и депутатом областного Совета народных депутатов. Заслуженный нефтехимик РСФСР.
Почетный гражданин города Омска и Омской области.
Жил в городе Омске. Скончался в 22 ноября 2004 года. Похоронен в Омске на Старо-Северном мемориальном кладбище.
Награждён двумя орденами Ленина, орденами Октябрьской Революции, Александра Невского, Отечественной войны 1-й степени, Трудового Красного Знамени, Дружбы народов, «Знак почета», медалями.
На здании заводоуправления ОАО «Омскшина» установлен памятный знак. В 2005 году имя П. В. Будеркина присвоено зданию Дворца культуры открытого акционерного общества «Омскшина» и одной из улиц города Омска. На доме где жил Герой, установлена мемориальная доска.